# Aristolochia cruenta
Aristolochia cruenta är en piprankeväxtart som beskrevs av K. Barringer. Aristolochia cruenta ingår i släktet piprankor, och familjen piprankeväxter. Inga underarter finns listade i Catalogue of Life.